# Ранцев, Виктор Семёнович
Виктор Семёнович Ранцев — советский хозяйственный, государственный и политический деятель.

## Биография
Родился в 1938 году в Псковской области. Член КПСС с 1965 года.
С 1955 года — на хозяйственной, общественной и политической работе. В 1955—1998 гг. — токарь, курсант мореходной школы, матрос Балтийского морского пароходства, бетонщик, военнослужащий Советской Армии, бетонщик, бригадир комплексной бригады строительного управления № 30 строительного треста № 47 «Кировстрой» Главзапстроя Министерства строительства СССР.
Указами Президиума Верховного Совета СССР от 21 апреля 1975 года и от 12 мая 1977 года награждён орденами Трудовой Славы 3-й и 2-й степеней.
Указом Президиума Верховного Совета СССР от 27 января 1983 года награждён орденом Трудовой Славы 1-й степени.
Избирался депутатом Верховного Совета РСФСР 11-го созыва.
Делегат XXVII съезда КПСС.
Живёт в Санкт-Петербурге.